# Landeskriminalamt Hamburg
Das Landeskriminalamt Hamburg ist – neben fünf weiteren – eine Organisationseinheit der Polizei Hamburg.
Im Landeskriminalamt liegt die Ermittlungsführung und die Leitlinienkompetenz der Verbrechensbekämpfung sowie die Kriminalprävention. Die Leitung oblag seit dem 19. November 2019 Mirko Streiber, nachdem der vorherige Leiter am 12. August 2019 seines Amtes enthoben worden war. Seit Mai 2022 ist Jan Hieber der Behördenleiter. Erster Leiter und mit dem Aufbau des Landeskriminalamt Hamburg betraut war von 1989 bis 1997 Wolfgang Sielaff.

## Organisation
Das Landeskriminalamt Hamburg besteht (Stand: 2013) aus den Abteilungen
- LKA 1 – Regionale Kriminalitätsbekämpfung
- LKA 2 – Einsatz- und Ermittlungsunterstützung
- LKA 3 – Kriminalwissenschaft und Technik
- LKA 4 – Deliktsorientierte Ermittlungen (Kapitaldelikte z. B. Tötungsdelikte, Sexualdelikte, Raub)
- LKA 5 – Wirtschaftskriminalität, Betrug, Cybercrime
- LKA 6 – Organisierte Kriminalität und Rauschgiftkriminalität
- LKA 7 – Polizeilicher Staatsschutz